# Platyarthron chilense
Platyarthron chilense är en skalbaggsart som först beskrevs av Thomson 1860.  Platyarthron chilense ingår i släktet Platyarthron och familjen långhorningar.
Artens utbredningsområde är:
- Costa Rica.
- Nicaragua.

Inga underarter finns listade i Catalogue of Life.